# Халынь (приток Оломны)
Халынь — река в России, протекает по Киришскому району Ленинградской области. Исток — в садоводческом массиве у платформы 52 километр железной дороги Мга — Сонково. Течёт на северо-восток, впадает в Оломну по правому берегу в 6,5 км от её устья, севернее деревни Багольник. Длина реки составляет 10 км.
Притоки:
Красный (левый).

## Данные водного реестра
По данным государственного водного реестра России относится к Балтийскому бассейновому округу, водохозяйственный участок реки — Волхов, речной подбассейн реки — Волхов. Относится к речному бассейну реки Нева (включая бассейны рек Онежского и Ладожского озера).
По данным геоинформационной системы водохозяйственного районирования территории РФ, подготовленной Федеральным агентством водных ресурсов:
- Код водного объекта в государственном водном реестре — 01040200612102000019551
- Код по гидрологической изученности (ГИ) — 102001955
- Код бассейна — 01.04.02.006
- Номер тома по ГИ — 2
- Выпуск по ГИ — 0